# Discus engonatus
Discus engonatus је пуж из реда Stylommatophora и фамилије Discidae.

## Угроженост
Подаци о распрострањености ове врсте су недовољни.

## Распрострањење
Ареал врсте је ограничен на једну државу. 
Шпанија је једино познато природно станиште врсте.